# 2447 Kronstadt
2447 Kronstadt este un asteroid din centura principală, descoperit pe 31 august 1973, de Tamara Smirnova.